# A Boy and His Atom
Pour plus de détails, voir Fiche technique et Distribution.
A Boy and His Atom (« Un garçon et son atome ») est un court-métrage d'animation en stop motion réaliser par l'entreprise américaine IBM, présenté le 1er mai 2013 sur YouTube.
Les images, réalisées en positionnant des molécules de monoxyde de carbone sur une plaque de cuivre, représentent un garçon jouant avec un atome pendant 1 minute. Le film est précédé de 30 secondes de mise en situation sur la méthode de production. Afin d'être visibles, les images ont été agrandies par un facteur de 100 millions.
Ces images ont été réalisées à l'aide d'un microscope à effet tunnel, appareil permettant d'enregistrer la position des atomes ainsi que de déplacer ceux-ci en formant une interaction entre une pointe métallique et l'atome à déplacer, puis en brisant cette interaction une fois l'atome en place.
Ce film, créé entre autres dans le but d'intéresser les enfants à la science, a été certifié comme étant le « film d'animation le plus petit du monde » par le livre Guinness des records.

## Création
A Boy and His Atom a été créé par une équipe de chercheurs au centre de recherche IBM Almaden qui est situé à San José en Californie à l'aide d'un microscope à effet tunnel. Des molécules de monoxyde de carbone ont été mises en place sur un substrat de cuivre à l'aide d'une pointe de cuivre éloignée du substrat d'une distance de 1 nm,. Ils restent en place en formant un lien avec le substrat étant donné la température d'opération extrêmement basse de l'appareil, soit 5 K (−268,15 °C). L'atome d'oxygène de chaque molécule est affiché par un point lorsqu'imagé par le microscope à effet tunnel, permettant ainsi la création d'images composées de plusieurs de ces points.
L'équipe a créé 242 images en utilisant des techniques d'animation et 65 molécules de monoxyde de carbone. Les images combinées, mesurant chacune 45 par 25 nanomètres, résultent en un film d'une durée d'une minute et ont coûté à quatre chercheurs deux semaines de travail à raison de 18 heures par jour.
Les graphiques et effets sonores ressemblent à ceux des premiers jeux vidéo. « Ce film est une façon amusante de partager le monde à l'échelle atomique » dit le professeur Andreas Heinrich. « Nous n'avons pas réalisé ce film pour transmettre un message scientifique directement, mais pour faire un lien avec les étudiants, les inciter à poser des questions ». De plus, les chercheurs ont créé trois images afin de promouvoir Star Trek Into Darkness : le logo de la Fédération des planètes unies, le vaisseau Enterprise et un salut vulcain.
Bien que le film était simplement une amusante diversion pour les chercheurs, il découle de travaux qui pourraient augmenter la quantité de données que les ordinateurs peuvent emmagasiner. En 2012, les chercheurs ont démontré qu'ils pouvaient emmagasiner un bit de mémoire informatique sur 12 atomes plutôt que sur un million, le minimum précédent. Selon Andreas Heinrich, si ce procédé devenait commercialement viable, on pourrait transporter non pas deux films sur un smartphone, mais tous les films produits depuis le début de la cinématographie.